# ولگ‌سر
ولگ سر یا برگ سر ( "ولگ" در گویش گیلکی به معنای "برگ" می‌باشد.) روستایی ییلاقی واقع در شهرستان تنکابن (شهسوار) و استان مازندران است. این روستا به عنوان سکونت‌گاه ییلاقی دامداران در فصل های بهار و تابستان مورد استفاده قرار می‌گیرد و در فصل‌های سرد سال جمعیت ساکن ندارد.

## جمعیت
این روستا در دهستان گلیجان قرار دارد و براساس سرشماری مرکز آمار ایران در سال ۱۳۸۵، جمعیت آن ۳۲ نفر (۲۳خانوار) بوده‌است.